# Zevenbladdansvlieg
De zevenbladdansvlieg (Empis grisea) is een vlieg uit de familie van de dansvliegen (Empididae). De wetenschappelijke naam van de soort werd in 1816 gepubliceerd door Carl Fredrik Fallén.